# مترو باكو
مترو باكو (بالأذرية: Bakı Metropoliteni) هو نظام نقل سريع يخدم باكو، عاصمة أذربيجان. افتتح لأول مرة في 6 نوفمبر 1967  خلال فترة الاتحاد السوفياتي ، ويتميز بميزات الأنظمة السوفيتية السابقة، بما في ذلك المحطات المركزية العميقة جدا والديكورات الرائعة التي تمزج بين الزخارف الوطنية الأذربيجانية التقليدية والأيديولوجية السوفييتية. في الوقت الحاضر يمتلك النظام 40.3 كيلومتر (25.0 ميل)  38.1 من المسارات ثنائية الاتجاه، والتي تتكون من ثلاثة خطوط  تخدمها 27 محطة. المترو هو الوحيد الذي تم بناؤه في أذربيجان، وكان خامس بناء في الاتحاد السوفيتي. في عام 2015، حملت 222 مليونًا مسافر، مما أدى إلى معدل ركاب يومي بلغ حوالي 608,200.

## تاريخ
خلال العقود الأخيرة من الإمبراطورية الروسية أصبحت مدينة باكو عاصمة كبيرة بسبب اكتشاف النفط في بحر قزوين. وبحلول الثلاثينيات من القرن العشرين، كانت عاصمة جمهورية أذربيجان الاشتراكية السوفيتية وأكبر مدينة في منطقة جنوب القوقاز السوفييتية. وتعود الخطط الأولى لنظام النقل السريع إلى ثلاثينيات القرن العشرين، مع اعتماد خطة عامة جديدة لتنمية المدينة. بعد الحرب العالمية الثانية، اجتاز السكان المليون. شرط من القانون السوفياتي لبناء نظام المترو. في عام 1947، أصدر مجلس الوزراء السوفيتي مرسوما يأذن ببنائه، والذي بدأ في عام 1951. في 6 نوفمبر 1967، أصبح مترو باكو نظام النقل السريع الخامس للاتحاد السوفييتي عندما تم افتتاح أول 6.5 كيلومتر من المسار ومخزن للقطارات والعربات، تكريما للذكرى الخمسين لثورة أكتوبر.

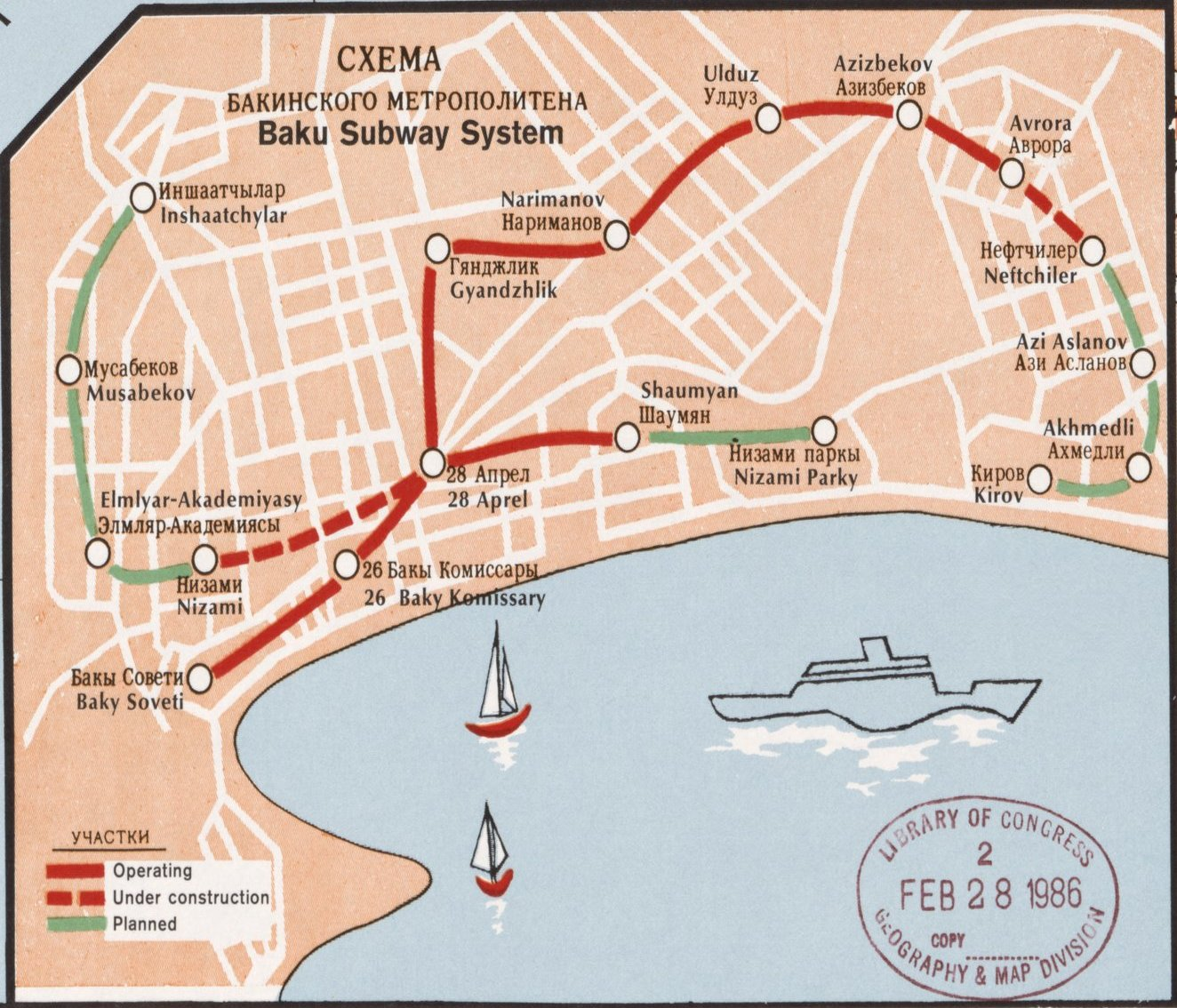
Baku Subway System 1970

## الشبكة

### الخطوط
| خط        | القطاع                              | أفتتح في | الطول | محطات |
| --------- | ----------------------------------- | -------- | ----- | ----- |
| أحمر      | Icheri Sheher ↔ Hazi Aslanov        | 1967     | 20 km | 13    |
| أخضر      | Darnagul ↔ Hazi Aslanov             | 1976     | 31 km | 19    |
| أخضر فاتح | Shah Ismail Khatai ↔ Jafar Jabbarly | 1976     | 2 km  | 2     |
| أرجواني   | Xocəsən ↔ 8 Noyabr                  | 2016     | 5 km  | 4     |

### التسلسل الزمني
| Segment                      | Date opened                                   | Length  |
| ---------------------------- | --------------------------------------------- | ------- |
| İçərişəhər-Nəriman Nərimanov | November 6, 1967                              | 6.5 km  |
| May 28-Şah İsmail Xətai      | February 22, 1968                             | 2.3 km  |
| Nəriman Nərimanov-Ulduz      | May 5, 1970                                   | 2.1 km  |
| Nəriman Nərimanov-Bakmil     | September 25, 1970 (reconstructed in 1978-79) | 0.5 km  |
| Ulduz-Neftçilər              | November 7, 1972                              | 5.3 km  |
| May 28-Nizami Gəncəvi        | December 31, 1976                             | 2.2 km  |
| Nizami Gəncəvi-Memar Əcəmi   | December 31, 1985                             | 6.5 km  |
| Neftçilər-Əhmədli            | April 28, 1989                                | 3.3 km  |
| Cəfər Cabbarlı               | December 27, 1993                             | 0.15 km |
| Əhmədli-Həzi Aslanov         | December 10, 2002                             | 1.4 km  |
| Memar Əcəmi-Nəsimi           | October 9, 2008                               | 2.1 km  |
| Nəsimi-Azadlıq prospekti     | December 30, 2009                             | 1.3 km  |
| Azadlıq prospekti-Dərnəgül   | June 29, 2011                                 | 1.5 km  |
| Avtovağzal-Memar Əcəmi       | April 19, 2016                                | 2.07 km |
| Avtovağzal-8 Noyabr          | May 29, 2021                                  | 1.4 km  |
| Avtovağzal-Xocəsən           | December 23, 2022                             | 1.4 km  |
| Total:                       | 27 stations                                   | 40.3 km |

### Renaming of stations
| Old                   | New          | Date of renaming  |
| --------------------- | ------------ | ----------------- |
| Şaumyan               | Xətai        | May 11, 1990      |
| 26 Bakı Komissarı     | Sahil        | April 9, 1992     |
| XI Qızıl Ordu Meydanı | 20 Yanvar    | April 27, 1992    |
| 28 Aprel              | 28 May       | April 9, 1992     |
| Avrora                | Qara Qarayev | April 27, 1992    |
| Elektrozavod          | Bakmil       | January 1, 1993   |
| Bakı Soveti           | İçәrişәhәr   | April 25, 2007    |
| Məşədi Əzizbəyov      | Koroğlu      | December 30, 2011 |

## روابط خارجية
- الموقع الرسمي لمترو باكو (بالأذرية) (بالإنجليزية) (بالإنجليزية) (بالفرنسية)
- Urbanrail - Baku Metro (بالإنجليزية)
- Baku Metro Track Map (بالإنجليزية)
- Interactive Baku Metro Map (بالإنجليزية)
- More information (بالإنجليزية)
- Baku Public Transportation (بالإنجليزية)

قالب:Transit in Azerbaijan